# Saint-Bauzille-de-Putois
Saint-Bauzille-de-Putois é uma comuna francesa na região administrativa de Occitânia, no departamento de Hérault. Estende-se por uma área de 18,16 km². Em 2010 a comuna tinha 2 020 habitantes (densidade: 111,2 hab./km²).